# Die Flora von Kaiser Wilhelms Land
Die Flora von Kaiser Wilhelms Land (abreviado Fl. Kais. Wilh. Land) es un libro con ilustraciones y descripciones botánicas que fue escrito conjuntamente por Karl Moritz Schumann & M.U.Hollrung. Fue publicado en el año 1889.